# Естонське товариство натуралістів
Естонське товариство натуралістів (ест. Eesti Looduseuurijate Selts) — одне з найдавніших наукових товариств Естонії. Воно було засноване в 1853 р., і з моменту заснування є значною науковою організацією Естонії, що займається природознавством.
Товариство базується в Тарту на вулиці Вільгельма Струве, 2. Воно пов'язане з Тартуським університетом та Естонської академією наук. Товариство включає в себе 23 спеціалізовані секції. Також товариство натуралістів претендує на звання найстарішого наукового товариства в країнах Балтії.
Товариство має велику бібліотеку, в якій зберігається більше 150 000 книг. Бібліотека спеціалізується на публікаціях про природу Естонії.

## Історія
Естонське товариство натуралістів було створено 10 жовтня 1853 року. Перші 15 років воно було пов'язане з Лівонським товариством комунального господарства та економіки, а з 1878 року — з Тартуським університетом.
У 1905 році товариство заснувало комісію по озерах, яка займалася вивченням внутрішніх вод Естонії. Приблизно в той же час був створений бібліотечний комітет товариства. У 1920 році при товаристві відкрилася секція охорони природи, в 1921 році — секція орнітології, в 1928 році — секція ботаніки, в 1930 році — таллінський філія, в 1931 році — секція геології, в 1937 році — секція ентомології, в 1939 році — секція антропології, в 1940 році — секція фізики і хімії.
Товариство випускало 3 власних видання: неперіодичне видання «Архів природних наук Естонії» (з 1853 року), щорічне видання «Звіти Товариства дослідників природи» (1861 роки) і науково-популярний журнал «Еесті Лоодус» (1933 року).
Під час Другої світової війни діяльність товариства на кілька років переривалася. У 1946 році товариство увійшло в систему новоствореної Академії наук Естонської РСР.

## Голови товариства
- Карл Едуард фон Ліпгарт (1853—1862)
- Гвідо Самсон фон Гіммельшерна (1862—1868)
- Карл Йоганн фон Зейдліц (1868—1869)
- Карл Ернст фон Бер (1869—1876)
- Фрідрих фон Біддер (1877—1890)
- Іоганн Георг Драгендорф (1890—1893)
- Карл Шмідт (1894)
- Едмунд Аугуст Фрідріх Руссов (1895—1897)
- Юліус фон Кеннель (1898—1899)
- Карл Готфрід Костянтин Дегіо (1899—1901)
- Григорій Левицький (1901—1905)
- Микола Кузнецов (1905—1911)
- Євген Шепілевський (1911—1918)
- Борис Срезневський (1918)
- Георг Ландесен (1918—1923)
- Іоганнес Пііпер (1923—1929)
- Пауль Когерман (1929—1936)
- Хуго Кахо (1936—1939)
- Теодор Ліппмаа (1939—1942)
- Армін Епік (1944)
- Карл Орвіку (1946—1952)
- Харальд Хаберман (1952—1954)
- Ерик Кумарі (1954—1964)
- Ханс Трасс (1964—1973 та 1985—1991)
- Ераст Пармасто (1973—1976)
- Кууло Каламєес (1976—1985)
- Калеві Кулл (1991—1994)
- Тину Мьолс (1994—2004)
- Марек Саммул (2004—2008)
- Тину Війк (2008—2014)
- Оліве Тіннь (2014—)